# 姬蹄盖蕨
姬蹄盖蕨（学名：Athyrium subrigescens）为蹄盖蕨科蹄盖蕨属下的一个种。

## 扩展阅读
- 維基物種上的相關：姬蹄盖蕨